# فنجان البلد (مسلسل)
فنجان البلد هو مسلسل تلفزيوني فلسطيني ساخر من بطولة عبد الرحمن ظاهر ومحمود رزق، تم عرضه أول مرة عام 2013، ويتكوّن من 3 أجزاء تشمل 60 حلقة منفصلة تم تصويرها في فلسطين والأردن، وشارك في المسلسل عدد من الفنانين الفلسطينيين والعرب، وهو من اخراج عبد الرحمن ظاهر، وتم حفظ أجزاء من هذا المسلسل في أرشيف المكتبة الوطنية الأردنية.

## فكرة المسلسل
بدأت فكرة ونواة هذا المسلسل عام 2012، حيث عملت مجموعة من الشباب الفلسطينيين على كتابة محتوى ساخر وجريء ينتقد الأوضاع الاجتماعية والسياسية والاقتصادية في فلسطين، وقامت بإنتاج حلقات خاصة وبثها على يوتيوب في قناة تحمل اسم فنجان البلد، ورغم امكانيات الإنتاج المتواضعة حينها، إلا أن جرأة المحتوى وملامسته لهموم الناس منحت هذه الحلقات رواجاً وانتشاراً ملحوظاً، وتداولتها بعض وسائل الإعلام، فتأسست على إثر ذلك شركة فنجان البلد للإنتاج الفني في العام ذاته بهدف ضبط جودة المحتوى وتنظيم وتطوير الانتاج، وقامت بانتاج أول مسلسل تلفزيوني يحمل الاسم ذاته، وصَوّرَته داخل مدن وقرى ومخيمات الضفة الغربية في فلسطين، ويتكون من 30 حلقة منفصلة من تأليف واخراج عبد الرحمن ظاهر، وشاركه محمود رزق في دور البطولة وتطوير أفكار المحتوى، وتم بثه لأول مرة في تموز عام 2013 على قناة رؤيا الفضائية في الأردن.

## خارج فلسطين
بعد نجاح الجزء الأول من مسلسل فنجان البلد والذي تم إنتاجه داخل فلسطين، اضطرت شركة الانتاج وطاقم العمل للانتقال إلى الأردن لإنتاج الأجزاء الأخرى في عامي 2014 و2015، وذلك بعد الضغوط والقيود التي واجهتهم داخل مناطق السلطة الفلسطينية، بسبب المحتوى الناقد والجريء الذي تناول في بعض حلقاته السلطة الفلسطينية وبعض قضايا الفساد، ما أدى إلى تعذر بث هذا المسلسل على قنوات فضائية فلسطينية، فقامت الشركة بتصوير الجزئين الثاني والثالث خارج فلسطين وبثهما على قنوات عربية مثل التلفزيون العربي وقناة رؤيا الفضائية، وقد ساهم ذلك في إتاحة مشاركة واسعة لممثلين عرب من الأردن ومصر وسوريا والجزائر وغيرها.

## حلقات أثارت جدلا ً

### حلقة الطّبّاش
عُرضت هذه الحلقة في الموسم الأول للمسلسل عام 2013 على قناة رؤيا الفضائية، وقد أدى مخرج العمل عبد الرحمن ظاهر دور شخصية "الطّبّاش" في الحلقة، والتي جمع فيها بين شخصية القذافي وشخصية وزيرٍ للأوقاف مثيرٍ للجدل في إطار كوميدي ساخر، وقد أشارت بعض وسائل الإعلام حينها أن الكاتب كان يقصد الترميز لشخصية وزير الأوقاف الفلسطيني حينها محمود الهبّاش الذي كان قد أدلى بتصريحات مثيرة للجدل حول المصالحة الفلسطينية حينها على صفحته في فيسبوك، وقد تمت الإشارة بشكل غير مباشر لتلك التصريحات في الحلقة دون ذكرها صراحة، وأثار عرض هذه الحلقة ردود فعل مختلفة بين مؤيد ومنتقد.
وعلى إثر عرض الحلقة تقدمت وزارة الأوقاف والشؤون الدينية الأردنية بشكوى لهيئة مراقبة المرئي والمسموع ووزيري الداخلية والإعلام في الأردن، بحق قناة رؤيا الفضائية وشركة فنجان البلد الفلسطينية المنتجة للعمل، احتجاجًا على بث حلقة "الطّبّاش"، واعتبر وزير الأوقاف الأردني السابق محمد نوح القضاة بث الحلقة "إهانة ومساسًا بالشأن الديني".

### حلقة وادي الذئاب "فلسطين"
تناولت الحلقة في الموسم الأول للمسلسل قضية الإنقسام الفلسطيني بأسلوب قاسٍ وطرح جريء، حيث تم الترميز لطرفي النزاع الفلسطيني بأخوين اثنين أدى دوريهما الممثلان عبد الرحمن ظاهر ومحمود رزق، تدور بينهما حرب طاحنة تنتهي بكارثة، بعد عرض الحلقة أثارت جدلا واسعاً وتم تناولها في وسائل الإعلام وبين النشطاء بين مؤيد ومعارض.

### حلقة قدح الرئيس
في الموسم الثالث للمسلسل الذي بُثّ على التلفزيون العربي تناولت هذه الحلقة محاكمة ساخرة لعامل بسيط علّق لافتة إعلانية فوق صورةٍ ترمز لرئيس، وانتهى به المطاف بالسجن، تعرّض مخرج المسلسل وكاتبه عبد الرحمن ظاهر على إثر هذه الحلقة وحلقات مشابهة للاعتقال من قبل السلطة الفلسطينية بعد عودته إلى فلسطين، واستمرت محاكمته عامين بتهمة القدح والذم، انتهت بتبرئته، وقد تم تناول هذه الحلقة في وسائل الإعلام وبين النشطاء في فترة اعتقاله كونها تشبه في محتواها ما حدث في الحقيقة مع كاتبها ومخرجها الذي مثل فيها دور العامل البسيط.

## مواسم المسلسل

### فنجان البلد(الموسم الأول)
| الموسم | عدد الحلقات | مكان التصوير | المؤلف | المخرج | تاريخ العرض | المنتج المنفذ | القنوات | المصادر |
| --- | --- | --- | --- | --- | --- | --- | --- | --- |
| 2013 | 30 | فلسطين | - عبد الرحمن ظاهر - محمود رزق | عبد الرحمن ظاهر | 11 تموز2013 | - فنجان البلد للإنتاج الفني - تلفزيون وطن                                                                                            | قناة رؤيا الفضائية | [ 1 ] [ 2 ] [ 3 ] |
| الممثلون الأبرز: عبد الرحمن ظاهر، محمود رزق، عبد الله إنخيلي، موسى علاوي، شادي عشي، ريم شرحة، فواز مغاري، ميس عاصي، لما رباح، أحمد زكي، كيمو، رنين البجة، شمس العاصي، عدي سمير، روان فرحات، منى عناب، فدوى قمحية والأطفال نزار وايلانا ومهران وبدوي وغيرهم. | | | | | | | | |
| الحلقات | | | | | | | | |
| - وادي الذئاب - فلسطين - دولة 193.5 - دولة 193.7 - حق العودة - أنا للييع - بيض - الطريق إلى القدس - بدنا بحر - السلطة طارت - الطباش | - وادي الذئاب - فلسطين - دولة 193.5 - دولة 193.7 - حق العودة - أنا للييع - بيض - الطريق إلى القدس - بدنا بحر - السلطة طارت - الطباش | - وادي الذئاب - فلسطين - دولة 193.5 - دولة 193.7 - حق العودة - أنا للييع - بيض - الطريق إلى القدس - بدنا بحر - السلطة طارت - الطباش | - لسان العرب - جريمة شرف - مختبرات الأمن المركزي - عنبر 9 - قالوا ليش - خم دجاج - احتياطات أمنية - للحكومة مواهب - ملائكة العذاب - فاهم كيف؟ | - لسان العرب - جريمة شرف - مختبرات الأمن المركزي - عنبر 9 - قالوا ليش - خم دجاج - احتياطات أمنية - للحكومة مواهب - ملائكة العذاب - فاهم كيف؟ | - لسان العرب - جريمة شرف - مختبرات الأمن المركزي - عنبر 9 - قالوا ليش - خم دجاج - احتياطات أمنية - للحكومة مواهب - ملائكة العذاب - فاهم كيف؟ | - أحلى صوت - حكم إعدام - في خدمة الشعب - أفلام الإعلام - حكاية الانقسام - خطاب رشيد - الحكومة الشابة - تحريات شاقة 1 - تحريات شاقة 2 | - أحلى صوت - حكم إعدام - في خدمة الشعب - أفلام الإعلام - حكاية الانقسام - خطاب رشيد - الحكومة الشابة - تحريات شاقة 1 - تحريات شاقة 2 | - أحلى صوت - حكم إعدام - في خدمة الشعب - أفلام الإعلام - حكاية الانقسام - خطاب رشيد - الحكومة الشابة - تحريات شاقة 1 - تحريات شاقة 2 |

### فنجان البلد(الموسم الثاني)
| الموسم | عدد الحلقات                                                      | مكان التصوير                                                     | المؤلف                                                         | المخرج                                                         | تاريخ العرض                                                    | المنتج المنفذ                                                  | القنوات                                                        | المصادر                                                        |
| --- | ---------------------------------------------------------------- | ---------------------------------------------------------------- | -------------------------------------------------------------- | -------------------------------------------------------------- | -------------------------------------------------------------- | -------------------------------------------------------------- | -------------------------------------------------------------- | -------------------------------------------------------------- |
| 2014 | 15                                                               | الأردن                                                           | عبد الرحمن ظاهر                                                | عبد الرحمن ظاهر                                                | 1 تموز2014                                                     | فنجان البلد للإنتاج الفني                                      | قناة رؤيا الفضائية                                             | [ 7 ] [ 13 ]                                                   |
| الممثلون الأبرز: عبد الرحمن ظاهر، محمود رزق، أنور خليل، منذر خليل، يحيى شيخ إبراهيم، ياسمين الدلو، أسامة كنعان، رسمية عبدو، تحرير قريوتي، رنا سليمان، فهد هوادي، خليل مصطفى، لونا بشارة وغيرهم. |                                                                  |                                                                  |                                                                |                                                                |                                                                |                                                                |                                                                |                                                                |
| الحلقات |                                                                  |                                                                  |                                                                |                                                                |                                                                |                                                                |                                                                |                                                                |
| - دولة إسراطين - عملية فدائية - النهاية - الإرهابي - قضية اغتصاب | - دولة إسراطين - عملية فدائية - النهاية - الإرهابي - قضية اغتصاب | - دولة إسراطين - عملية فدائية - النهاية - الإرهابي - قضية اغتصاب | - سأبيع وطني - شلحني شكراً - قبر 5 نجوم - سطو مشلح - أبو الضباع | - سأبيع وطني - شلحني شكراً - قبر 5 نجوم - سطو مشلح - أبو الضباع | - سأبيع وطني - شلحني شكراً - قبر 5 نجوم - سطو مشلح - أبو الضباع | - مفتاح عودة - سهرة مخابرات - طريق القدس الالتفافي - مهمة شاقة | - مفتاح عودة - سهرة مخابرات - طريق القدس الالتفافي - مهمة شاقة | - مفتاح عودة - سهرة مخابرات - طريق القدس الالتفافي - مهمة شاقة |

### فنجان البلد(الموسم الثالث)
| الموسم | عدد الحلقات                                                      | مكان التصوير                                                     | المؤلف                                                       | المخرج                                                       | تاريخ العرض                                                  | المنتج المنفذ                                                   | القنوات                                                         | المصادر                                                         |
| --- | ---------------------------------------------------------------- | ---------------------------------------------------------------- | ------------------------------------------------------------ | ------------------------------------------------------------ | ------------------------------------------------------------ | --------------------------------------------------------------- | --------------------------------------------------------------- | --------------------------------------------------------------- |
| 2015 | 15                                                               | الأردن                                                           | عبد الرحمن ظاهر                                              | عبد الرحمن ظاهر                                              | 20 حزيران2015                                                | فنجان البلد للإنتاج الفني                                       | التلفزيون العربي                                                | [ 4 ]                                                           |
| الممثلون الأبرز: - عبد الرحمن ظاهر، محمود رزق، علا ياسين، عبد الله إنخيلي، فهد الهوادي، يحيى شيخ إبراهيم، ياسمين الدلو، أسامة كنعان وغيرهم. |                                                                  |                                                                  |                                                              |                                                              |                                                              |                                                                 |                                                                 |                                                                 |
| الحلقات |                                                                  |                                                                  |                                                              |                                                              |                                                              |                                                                 |                                                                 |                                                                 |
| - قدح الرئيس - الزير سالم - إعدام بالغلط - كامل حامل - بيض ضفادع                                                                            | - قدح الرئيس - الزير سالم - إعدام بالغلط - كامل حامل - بيض ضفادع | - قدح الرئيس - الزير سالم - إعدام بالغلط - كامل حامل - بيض ضفادع | - نظرية هاروين - الشامية - أبو ريشة - عضو بارز - احبسني شكراُ | - نظرية هاروين - الشامية - أبو ريشة - عضو بارز - احبسني شكراُ | - نظرية هاروين - الشامية - أبو ريشة - عضو بارز - احبسني شكراُ | - ماراثون البكّيني - أزرق أحمر - مسلسل فلسطيني - السر - واحد صفر | - ماراثون البكّيني - أزرق أحمر - مسلسل فلسطيني - السر - واحد صفر | - ماراثون البكّيني - أزرق أحمر - مسلسل فلسطيني - السر - واحد صفر |

## وصلات خارجية
فنجان البلد على موقع IMDB